# Santuario della Madonna del Dragnone

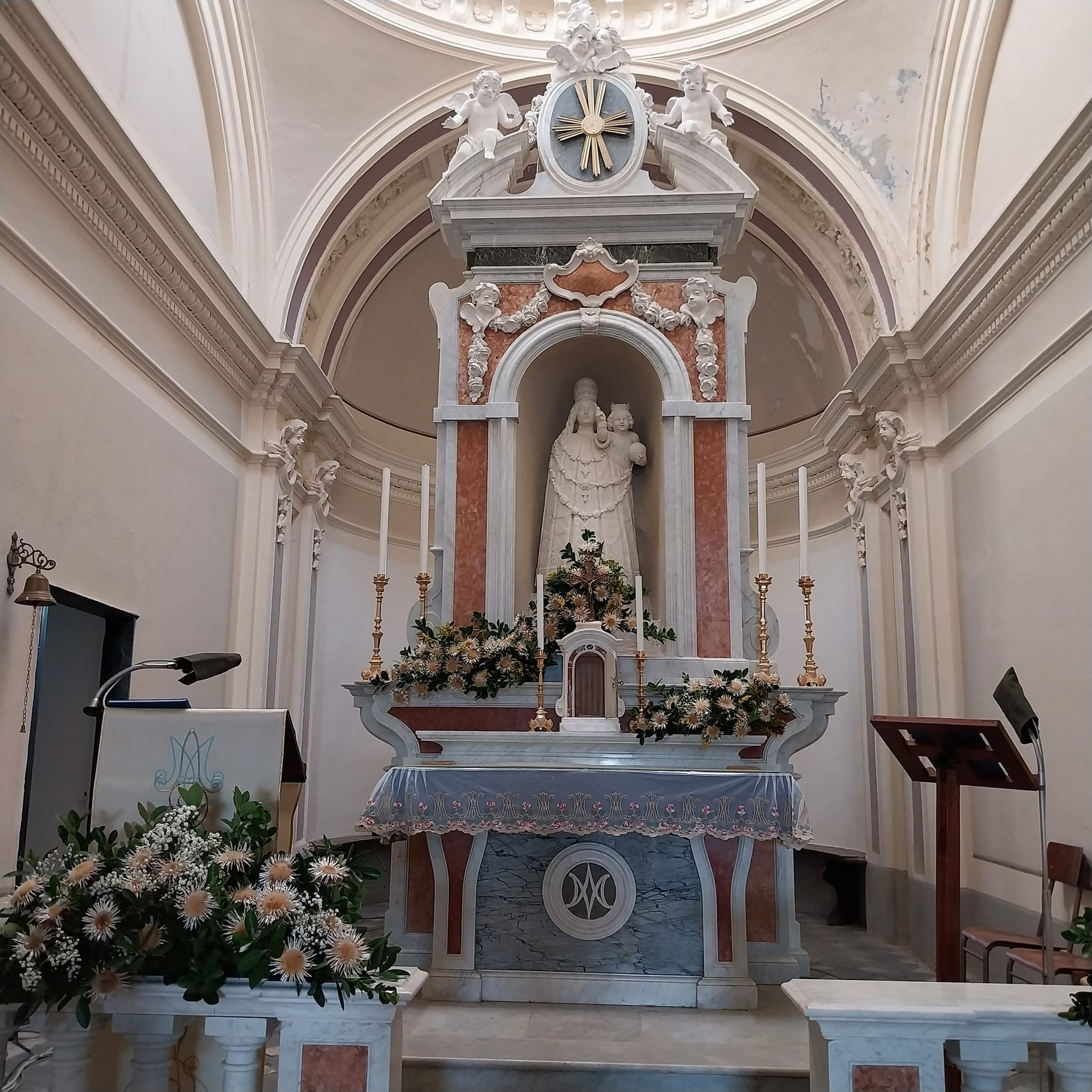
L'altare maggiore del Santuario con l'imponente statua marmorea della Beata Vergine Maria

Il santuario della Madonna del Dragnone è un luogo di culto cattolico situato nel comune di Zignago, in provincia della Spezia. La chiesa è situata tra i boschi del monte Dragnone - da cui trae la denominazione - raggiungibile attraverso una strada sterrata collegante il paese con il monte.

## Storia
Maggiori e approfonditi studi, condotti sulla struttura, hanno fatto presupporre agli studiosi che l'origine del santuario sia in realtà molto più antica. L'edificio potrebbe essere stato costruito sui resti di un antico edificio di culto risalente all'età del ferro come testimoniano alcuni reperti archeologici della zona.
In periodo medioevale, i monaci benedettini dell’abbazia di Leno (che avevano ricevuto, intorno all’anno mille, alcuni possedimenti nello “Zignaculo”), affascinati dalla maestosità del luogo, avrebbero cristianizzato quel luogo impervio costruendovi un piccolo romitorio. Non era rara, infatti, la presenza di eremiti che sceglievano luoghi isolati tra i monti dove vivevano in preghiera ed assistevano spiritualmente i pastori, i viandanti e i pellegrini. 
Le prime documentazioni ufficiali risalgono al 1568 dove un antico documento del Libro dei Conti del santuario, attesta la presenza di un edificio religioso nella zona dell'odierna struttura.
Nel 1671, in occasione della visita dell’Arciprete di Zignago, incaricato dal Vescovo la festa principale era quella dell’Annunciazione di Maria (25 marzo) e viveva stabilmente l’eremita, custode dell’oratorio. Nel 1704 il Delegato vescovile visitò quello che era ormai diventato un Santuario, amministrato da due Massari, in sostituzione allo scomparso eremita.
Le grazie e le guarigioni ottenute per intercessione della Madonna del Dragnone diffusero la sua fama ben oltre i confini parrocchiali. Verso la fine del XVIII secolo vennero eretti due altari laterali, uno dedicato a Sant'Anna e l’altro a San Giovanni Battista. Se l’esposizione alle intemperie e ai venti causava continui danni alle strutture che esigevano costose riparazioni, non mancarono mai fedeli che con caparbia determinazione risalivano gli angusti sentieri, trasportando a dorso di mulo, o sulle spalle, tutto il materiale occorrente. Purtroppo non mancarono nemmeno le incursioni di ladri che, in diverse occasioni, rubarono ex voto e arredi sacri, costringendo i fedeli al riacquisto di tutto il necessario per le celebrazioni.
Nel 1856 il Santuario, a causa degli ingenti danni causati da cedimenti del terreno, venne demolito e ricostruito. I lavori terminarono 10 anni dopo, alla fine del 1866 (quell’anno la festa della Natività di Maria venne celebrata nella chiesa parrocchiale di Pieve). Negli anni seguenti il Santuario fu oggetto di altri restauri a seguito di nuovi cedimenti dovuti al maltempo: i lavori poterono essere completati grazie alle offerte di alcuni parrocchiani emigrati che si trovavano a Buenos Aires.
Con lo scoppio della Seconda guerra mondiale aumentarono le processioni di fedeli per impetrare da Maria la protezione per i soldati e la fine delle ostilità. Nella primavera del 1944 una formazione partigiana si stabilì sul Dragnone, per poter impegnare con rapidi attacchi le forze nazifasciste. I tedeschi decisero di fare un rastrellamento a vasto raggio e, nel corso delle operazioni, occuparono il Santuario; qui si accamparono per diversi giorni, provocando ingenti danni alle strutture dell’edificio. Partiti i tedeschi, Don Stagnaro salì al Santuario, il 14 agosto, per le riparazioni più urgenti: su un lato del tetto era presente una bomba da mortaio inesplosa, interpretata dall’Arciprete come “segno della Madonna che volle risparmiare il suo Santuario”. Anche quell’anno la festa di settembre, per inagibilità del Santuario, venne celebrata nella chiesa parrocchiale di Pieve. Dopo la liberazione della Spezia, avvenuta il 24 Aprile 1945, una grande folla salì al Santuario devastato, per ringraziare la Vergine Maria, la cui immagine era rimasta intatta. Don Stagnaro, coadiuvato dai suoi parrocchiani, si rimboccò le maniche e riprese i lavori di restauro; questi furono completati per la festa dell’8 settembre del 1945.

## Leggende
Narra una leggenda che, in tempi antichi, alcuni pastori di Zignago, avendo trovato misteriosi oggetti ritenuti di fattura diabolica sul vicino monte Dragnone, crearono allarme tra la popolazione, che decise di costruire sul luogo un piccolo oratorio dedicato alla Madonna. Aprirono una cava nei “Piani di Pignora” per estrarre sassi, e poi tutti, giovani e anziani, si misero in marcia caricandosi sulle spalle le pietre, la calce, le piagne, l’acqua e le travi.
Alla sera erano giunti appena a metà della ripida salita. Sfiniti dalla fatica, deposero i loro carichi e tornarono in paese per riposare.
La mattina dopo, giunti sul luogo per riprendere il lavoro, non trovarono più il carico accatastato, e pensando a qualche dispetto, si misero a cercarlo. Grande fu la sorpresa quando ritrovarono tutto il carico intatto sulla sommità del monte!
Era accaduto che, durante la notte, la Madonna stessa aveva provveduto a trasferire tutto il materiale sul luogo dove voleva sorgesse una cappella a Lei dedicata. Subito si gridò al miracolo e in tempo breve venne costruito un piccolo oratorio, affidato alla custodia di un eremita del luogo.
Una leggenda della zona, rimanda invece il toponimo del monte al grande drago infernale, descritto dall’Apocalisse di San Giovanni Apostolo, in lotta con la “Donna vestita di sole”, Maria Santissima, dalla quale sarà sconfitto. Nella tradizione locale la figura del demonio è sempre presente, tanto che si vuole identificare nella deformazione di una grande roccia, a metà strada tra la cappelletta di Pieve di Zignago ed il santuario, l’impronta dello “zoccolo del diavolo”.
Un’altra leggenda narra che, anticamente, il Dragnone e il monte Castellaro non erano divisi come ora da una valle, bensì uniti al monte Fiorito, attualmente compreso nel Comune di Zeri, dove la gente viveva in pace e in allegria sotto la protezione della Madonna. Il demonio, volendo distruggere la cappella dedicata alla Vergine costruita nel “Piano della Corte”, con due zampate avrebbe provocato il distacco del Dragnone dai monti Fiorito e Castellaro, ma non riuscì nell’intento di demolire la primitiva cappella.

## Descrizione
L'attuale struttura architettonica è risalente al 1856 quando nuovi lavori ricostruirono interamente l'edificio; oggi si presenta ad unica navata e con il presbiterio. L'interno è corredato da due altari laterali, intitolati a sant'Anna e a san Giovanni Battista, e dall'altare maggiore dove è conservata l'immagine della Vergine Maria.
La maggiore opera conservata è una statua in marmo raffigurante la Madonna col Bambino (iconograficamente simile alla Madonna di Loreto), di scultore anonimo del XIX secolo. Di notevole interesse è anche il bassorilievo marmoreo del pulpito, lungo la navata del Santuario, raffigurante i santi Gioacchino e Anna durante il concepimento della Vergine Maria. 
La festa principale del santuario è la Natività di Maria. Ogni anno, l'otto settembre, una folla di fedeli e pellegrini provenienti dalle vallate delle province della Spezia e di Massa-Carrara sale al monte per assistere alle celebrazioni e per il tradizionale pranzo sui prati intorno alla chiesa.